# Communauté de communes des deux vallées (Haute-Marne)
Pour les articles homonymes, voir Communauté de communes des Deux Vallées.
La communauté de communes des Deux Vallées est une ancienne communauté de communes française, située dans le département de la Haute-Marne et la région Champagne-Ardenne.
La préfecture de Haute-Marne a proposé sa fusion avec la communauté de communes de la Vallée du Rognon et la communauté de communes Marne Rognon.

## Historique
Disparition le 18 décembre 2008 pour former avec la Communauté de communes du val du Rongeant la Communauté de Communes de Canton de Poissons (14communes), puis intégration à la Communauté de communes du Bassin de Joinville en Champagne le 1er janvier 2014.

## Composition
Elle regroupait 6 communes du département de la Haute-Marne:
| Commune         | Population |
| --------------- | ---------- |
| Aingoulaincourt | 10         |
| Échenay         | 101        |
| Gillaumé        | 26         |
| Pancey          | 67         |
| Sailly          | 45         |
| Saudron         | 39         |